# 江東区役所
江東区役所（こうとうくやくしょ）は、特別地方公共団体（特別区）である江東区の組織が入る施設（役所）である。1973年（昭和48年）竣工、供用開始。

## 所在地
〒135-8383 東京都江東区東陽四丁目十一番二十八号
- 敷地西側が東京都道465号深川吾嬬町線（四ツ目通り）に面す。
- 隣地は江東区文化センター、東京都立江東特別支援学校

## アクセス
- 地下鉄東西線 東陽町駅より徒歩5分
- 都営バス・観光バス江東区役所前

## エリア放送

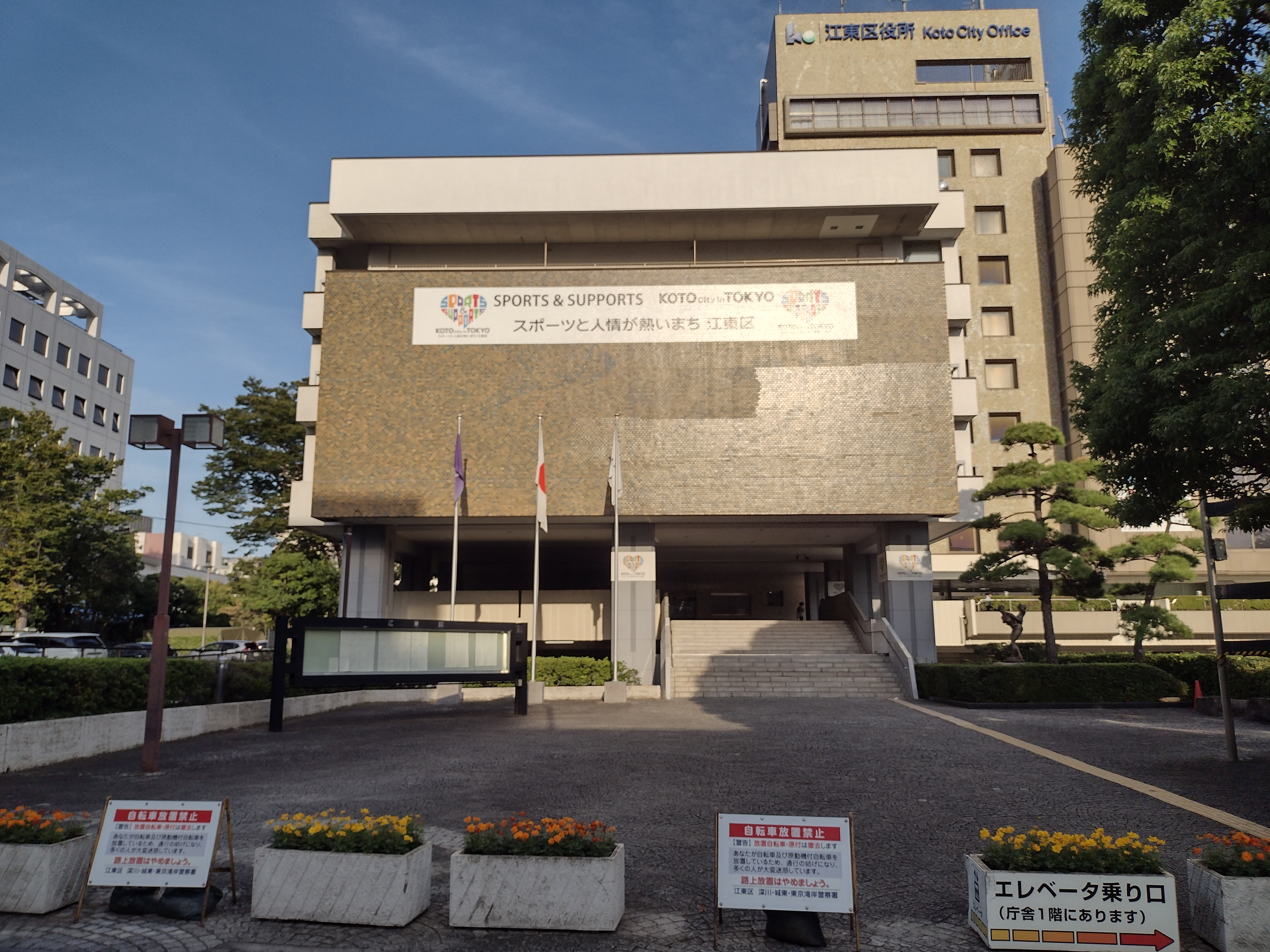
正面から見た江東区役所

江東区の地上一般放送である江東区エリアワンセグ放送の地上一般放送局が設置されていた。
| 免許人 | 局名                 | 呼出符号     | 物理チャンネル | 周波数        | 空中線電力 | ERP   | 業務区域       |
| ------ | -------------------- | ------------ | -------------- | ------------- | ---------- | ----- | -------------- |
| 江東区 | 江東区東陽エリア放送 | JOXZ3BA-AREA | 36ch           | 611.142857MHz | 700μW      | 630μW | 江東区役所周辺 |